# Hartkirchen
Hartkirchen település Ausztriában, Felső-Ausztria tartományban, az Eferdingi járásban. Tengerszint feletti magassága 273 méter, területe 39 km².

## Elhelyezkedése
Hartkirchen Kirchberg ob der Donau, Aschach an der Donau, Feldkirchen an der Donau, Pupping, Stroheim és Haibach ob der Donau településekkel határos.

## Népesség
| 2016 | 4 111 |
| 2018 | 4 099 |